# 39-es főút (Magyarország)
A 39-es főút egy másodrendű főút Borsod-Abaúj-Zemplén vármegyében. Encs városától húzódik Tokaj térségéig.

## Létesítésének célja
Létrehozatalának fő célja a Tokajon áthaladó forgalom csökkentése, ami által közvetetten javítani lehet a tokaji aszú és a tokaji borvidék más nemes borainak minőségét. Ezenkívül tehermentesíti a főút Tarcalt is, ami szintén jelentős a bortermelése miatt.
Távlati tervek szerint a -as főútig tovább fog épülni, azonban ehhez egy új Tisza-híd építésére is szükség lenne.

## Nyomvonala
A 3-as főútból ágazik ki, annak a 222+150-es kilométerszelvénye közelében létesült körforgalmú csomópontból, Encs északi részén, kelet-délkeleti irányban. A város belterületén a Petőfi Sándor utca nevet viseli, így keresztezi, mintegy 1,2 kilométer megtétele után a Felsőzsolca–Hidasnémeti-vasútvonal vágányait is, Forró-Encs vasútállomás térségének északi széle mellett, majd kevéssel arrébb a 3706-os utat is. A folytatásban már Rákóczi Ferenc út a neve, a belterület keleti széléig, amit körülbelül 2,5 kilométer után ér el.
3,4 kilométer után Gibárt határai között folytatódik, e községet 4,1 kilométer után éri el, a Kossuth út nevet felvéve. A központban, 4,8 kilométer után átszeli a Hernád folyót – közvetlenül a jobb parti hídfő előtt északnak lekanyarodva lehet letérni a Gibárti vízerőmű felé –, majd a túlsó parton kiágazik belőle dél felé a 3707-es út, Hernádbűd-Pere irányába. A keleti faluszélen egy kisebb szerpentines szakasza következik, és körülbelül 5,4 kilométer megtételén jár túl, amikor kilép Gibárt lakott területei közül.
Abaújkér a következő települése, melynek határát 6,5 kilométer után szeli át. A belterület nyugati szélén, a 8+150-es kilométerszelvénye közelében, Abaújkér megállóhely térségének déli szélénél keresztezi a Szerencs–Hidasnémeti-vasútvonalat, majd egy csomóponthoz ér, ahol délnek fordul; ugyanott ágazik ki belőle kelet felé, Erdőbénye-Tolcsva irányában a 3705-ös, északnak, Vizsoly-Garadna-Gönc felé pedig a 3713-as út. Innen Kassai utca néven folytatódik, a sínek mentén húzódva, a belterület déli széléig, amit 9,6 kilométer után hagy maga mögött.
10,2 kilométer után Abaújszántó területén folytatódik, e települést kevéssel a 11. kilométere előtt éri el; elhalad Abaújszántó vasútállomás térsége mellett, majd keletebbnek fordulva eltávolodik a vasútvonaltól. A központban, 11,8 kilométer után beletorkollik kelet felől a 3714-es út, majd a központban egy szakasza a Jászay Pál tér nevet viseli, az itt született 19. századi történész-jogász emlékére. Belterületi szakasza egyébként nagyrészt a Béke utca nevet viseli, így halad a város déli részei között is, ahol – a 13+350-es kilométerszelvénye táján – beletorkollik nyugatról, Halmaj-Felsődobsza felől a 3703-as út. Körülbelül 13,6 kilométer megtételén van túl, amikor kilép Abaújszántó lakott területei közül.
15,8 kilométer után érkezik meg Tállya határai közé; 16,9 kilométer után elhalad a vasút Golop megállóhelye mellett, majd beletorkollik délnyugati irányból, Legyesbénye-Monok-Golop felől a 3711-es út. Kevéssel ezután eltávolodik a vasúttól, de nem húzódik be Tállya belterületei közé sem: oda csak a 3731-es út vezet be, amely a 17+450-es kilométerszelvénye közelében ágazik ki belőle. Pár száz méterrel ezután újra átszeli a vasutat, majd egy hosszabb szakaszon attól délre, de amúgy azt követve húzódik. 19,4 kilométer után egy rövid szakaszán Rátka területét is érinti, de alig 200 méter után ismét keresztezi a vágányokat, s azzal újból visszatér tállyai területekre. 20,3 kilométer után visszatorkollik bele északkelet felől a 3731-es út, az ellenkező irányból pedig a 3712-es út csatlakozik hozzá, Szerencs-Rátka felől.
20,8 kilométer után egy darabig rátkai területek (jobbára lakatlan külterületek) közt halad, a 24. kilométerét elhagyva pedig Mád határai közé ér. E település első házait nagyjából 24,6 kilométer után éri el, a Kossuth Lajos utca nevet felvéve; 25,9 kilométer után kiágazik belőle délnyugat felé a 37 308-as számú mellékút Mád vasútállomás kiszolgálására, a folytatásban pedig már a Zempléni utca nevet viseli, így éri el a belterület déli szélét 26,8 kilométer után. Még a 27. kilométerének elérése előtt átlép Mezőzombor határai közé, és nem sokkal később véget is ér, betorkollva a 37-es főút 35+100-as kilométerszelvénye közelében létesült körforgalmú csomópontba. Ugyanabban a körforgalomban ér véget, délnyugati irányból becsatlakozva a 3614-es út, mely Szerencstől Mezőzombor központján át húzódik idáig.
Teljes hossza, az országos közutak térképes nyilvántartását szolgáló kira.kozut.hu adatbázisa szerint 28,876 kilométer.

## Története
1934-ben a kereskedelem- és közlekedésügyi miniszter 70 846/1934. számú rendelete a teljes hosszában harmadrendű főúttá nyilvánította, 341-es útszámozással. Akkor a 39-es útszámot még nem osztották ki, ám a második világháború idején, az első és második bécsi döntések utáni időszakban szükségessé vált a kiosztása a jelentős kiterjedésű, visszacsatolt kárpátaljai, partiumi és erdélyi területeken; azokban az években a Beregszász-Huszt-Máramarossziget-Kőrösmező útvonal viselte ezt az útszámozást.
Később minden szakasza mellékúti visszasorolást kapott, s csak 2014-ben alakították ki újból főútként, a 3-as és a 37-es főutak közötti mellékutakból. Az ekkor átadott tállyai elkerülő kivételével a régebbi és a jelenlegi nyomvonal lényegében azonos volt; a Tállyán átvezető régi nyomvonal ma a 3731-es számozást viseli.

## Települések az út mentén
- Encs
- Gibárt
- Abaújkér
- Abaújszántó
- (Tállya)
- (Rátka)
- Mád
- (Mezőzombor)